# Rosa 'Poppius'
Rosa 'Poppius' — сорт роз, относится к классу Гибриды розы Спинозиссима.
Сорт создан в середине XIX века в Шведской Королевской академии сельского хозяйства недалеко от Стокгольма, директор которой, Карл Стенберг (Carl Stenberg), пожелал, что бы сорт был назван в честь его финского друга и наставника Gabriel Poppius (1769—1856).
В одичавшем виде встречается в старых парках и садах Финляндии,  Европы.

## Биологическое описание
Высота до 250 см, ширина до 250 см.
Листья матовые, зелёные, осенью оранжево-жёлтые. Листочков 3—7.
Цветки полумахровые, как правило одиночные, плоские, светло-розовые, диаметром 4,5—7,5 см.
Аромат средней интенсивности.

## В культуре
Цветение однократное, на побегах предыдущего года.
В старых садах Ленинградской области растёт без всякого ухода. Не обмерзает.
Зоны морозостойкости (USDA-зоны): от 2b до 8b.

## Болезни и вредители
Устойчивость к болезням высокая.